# تي إن تي (مادة كيميائية)
ثلاثي نترو التولوين (أو بالتحديد 6،4،2-ثلاثي نترو التولوين تي إن تي)، هو مركب كيميائي وصيغته الكيميائية C6H2(NO2)3CH3.
تستعمل هذه المادة الصلبة صفراء اللون أحياناً ككاشف في التركيبات الكيميائية، ولكن أفضل استعمال له كونه مادة متفجرة مفيدة بخصائص معالجة مناسبة. يعتبر المحصول الانفجاري من التي إن تي المقياس المعياري لقوة القنابل والمتفجرات الأخرى. في الكيمياء، يستخدم مركب تي إن تي لتوليد أملاح نقل الشحنات.

## تحضيره
في الصناعة، ينتج التي ٍإن تي عملية ذات ثلاث خطوات. أولاً، يقام بنترتة التولوين مع خليط من حمضي الكبريتيك والنتريك لإنتاج أحادي نيترو التولوين (إم إن تي). يُفصل الإم إن تي ثم تعاد نترتته إلى ثنائي نيترو التولوين (دي إن تي). في الخطوة الأخيرة، تتم نترتة الدي إن تي إلى ثلاثي نيترو التولوين (تي إن تي) باستخدام خليط لامائي من حمض النتريك والأوليوم. يُستهلك حمض النتريك أثناء العملية التصنيعية، لكن يمكن إعادة تركيز حمض الكبريتيك المخفف وكذلك إعادة استعماله. بعد النترتة، يتم تثبيت التي إن تي بواسطة عملية تسمى السلفتة. حتى يُعامل التي إن تي الخام بمحلول سلفيت الصوديوم المائي لإزالة ايزوميرات التي إن تي الأقل ثباتاً ونواتج التفاعل الغير مرغوب فيها. مياه الشطف من الكبرتة تعرف باسم بالمياه الحمراء وهي ملوث خطير وأحد نفايات تصنيع التي إن تي.
السيطرة على أكاسيد النيتروجين في تغذية حمض النتريك مهم جداً لأن ثاني أكسيد النيتروجين الحر قد يسبب الأكسدة لمجموعة الميثيل في التولوين. هذا التفاعل إكسوثرمي للغاية ويحمل معه خطر تفاعل هارب مما يؤدي إلى انفجار.
يُنتج2،4،6-ثلاثي نيترو التولوين في المختبرات بعملية ذات خطوتين:
خليط نترجة مؤلف من حمضي النتريك والكبريتيك المركزين يُستخدم لنترتة التولوين إلى خليط من أيزوميرات أحادي وثنائي نيترو التولوين، مع التبريد للحفاظ على التحكم بدرجة الحرارة. تفصل التولوينات المنترتة بعد ذلك، وتُغسل ببيكربونات الصوديوم المخففة لإزالة الأكاسيد من النيتروجين، ثم النترجة بحرص مع خليط من حمض النتريك والكبريتيك الداخن. عند نهاية النترجة، يسخن الخليط في حوض بخار. يُفصل ثلاثي نيترو التولوين، مغسولاً بمحلول كبريتيت الصوديوم المخفف ثم يعاد بلورته من الكحول.

## تطبيقاته
يعد التي إن تي أحد أكثر المتفجرات شيوعاً واستعمالاً في المجالات العسكرية والصناعية. وهو ذو اهمية جزئياً بسبب عدم حساسيته للصدمات والاحتكاك؛ مما يقلل خطر الانفجارات غير المقصودة، مقارنة بمتفجرات أخرى حساسة مثل النيتروغليسرين. يذوب التي إن تي عند 80° م (353 كلفن)، وهذا أقل بكثير من درجة الحرارة التي ينفجر عندها، مما يسمح بصبه وكذلك خلطه مع المتفجرات الأخرى بشكل آمن.
لا يتحلل التي إن تي في الماء ولايمتصه ، مما يسمح باستخدامه بشكل فعال في البيئات الرطبة. بالإضافة إلى ذلك، فهو ثابت مقارنة بالمتفجرات العالية الأخرى.
بالرغم من توافر كتل التي إن تي بأحجام متفاوتة (مثل 250غ، 500غ، 1000غ)، إلا أنه متواجد بشكل أكثر شيوعاً في ممزوجات المتفجرات التآزرية المحتوية على نسب متفاوتة من التي إن تي بالإضافة إلى مكوناتها الأخرى. وهذه بعض الأمثلة على ممزوجات المتفجرات المحتوية على التي إن تي:
- أماتكس: (نترات الأمونيوم و«آر دي إكس»[4])
- أماتول: (نترات الأمونيوم[5])
- أمونال: (نترات الأمونيوم ومسحوق الألومنيوم وأحياناً مع الفحم)
- باراتول: (نترات الباريوم والشمع[6])
- المركب ب: (آر دي إكس وشمع البارافين[7]
- المركب ح6
- سايكلوتول: (آر دي إكس[8])
- إدناتول
- هكسانايت[9] (سداسي نيترو ديفينايل أمين[10][11])
- مينول
- أوكتول
- بينتولايت
- بكراتول
- تيترايتول
- توربيكس
- ترايتونال

## خصائصه الانفجارية
بعد الانفجار، يتحلل تي إن تي كما يلي:
2 C7H5N3O6  → 3 N2 + 5 H2O + 7 CO + 7 C
2 C7H5N3O6  → 3 N2 + 5 H2 + 12 CO + 2 C
التفاعل إكسوثرمي (متسم بإطلاق الحرارة) ولكنه يحتوي على طاقة تنشيط عالية. بسبب إنتاجه للكربون، فمتفجرات التي إن تي ذات مظهر سخامي. لأن التي إن تي يحتوي على فائض من الكربون، فإن المخلوطات الانفجارية ذات المركبات الغنية بالأكسجين تنتج طاقة أكثر لكل كيلوغرام  من التي إن تي وحده. خلال القرن العشرين، كان الأماتول -وهو خليط من نترات الأمونيوم و تي إن تي أحد المتفجرات العسكرية واسعة الاستخدام. يمكن تفجير تي إن تي باستعمال محرض عالي السرعة أو بواسطة الصدمات الفعالة.
لسنوات عديدة، استخدم التي إن تي كنقطة مرجعية لرمز عدم الحساسية. يملك التي إن تي تصنيف 100 على مقياس (ر.ع.ح) فيما بعد تغيرت النقطة المرجعية إلى متفجر أكثر حساسية وهو الـ«آر دي إكس» الذي يصنف بـ80 على مقياس (ر.ع.ح)

## محتوى الطاقة
يحتوي مادة تي إن تي على 2.8 ميغا جول من الطاقة الانفجارية لكل كيلوغرام. الحرارة الفعلية للاشتعال تساوي 14.5 ميغا جول لكل كيلوغرام، مما يتطلب تفاعل بعض الكربون في التي إن تي مع الأكسجين الجوي، الأمر الذي لا يحدث في المرحلة الأولية. الطاقة الانفجارية المستخدمة من قبل NIST تساوي 4184 جول/غ (4.184 ميغا جول/كغ). كثافة الطاقة للتي إن تي مستخدمة كنقطة مرجعية لأنواع كثيرة أخرى من المتفجرات، بما فيها الأسلحة النووية، ومحتوى الطاقة المقيس بالكيلو طن (~4.184 تيرا جول) أو الميغا طن (~4.184 بيتا جول) من مكافيئ تي إن تي.
للمقارنة، يحتوي البارود على 3 ميغا جول لكل كيلوغرام، ويحتوي الديناميت على 7.5 ميغا جول لكل كيلوغرام، ويحتوي وقود السيارات على 47.2 ميغا جول لكل كيلوغرام (إلا أن وقود السيارات يتطلب أكسدة، لذا فإن خليط وقود السيارات الأمثل والأكسجين O2 يحتوي على 10.4 ميغا جول لكل كيلوغرام).

## تاريخه

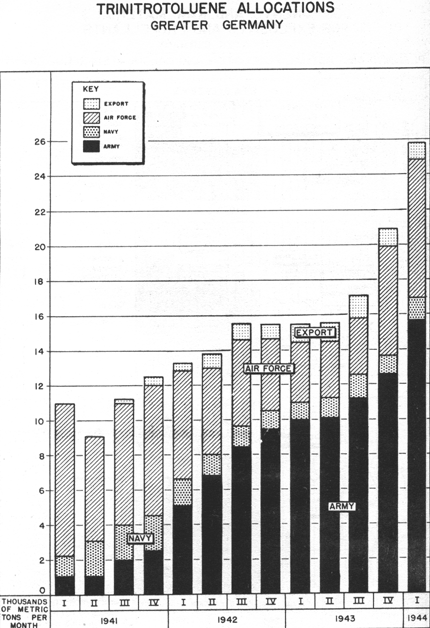
انهيار الإنتاج من قبل فرع تي إن تي في الجيش الألماني بين 1941 والربع الأول من 1944 بآلاف الأطنان لكل شهر.

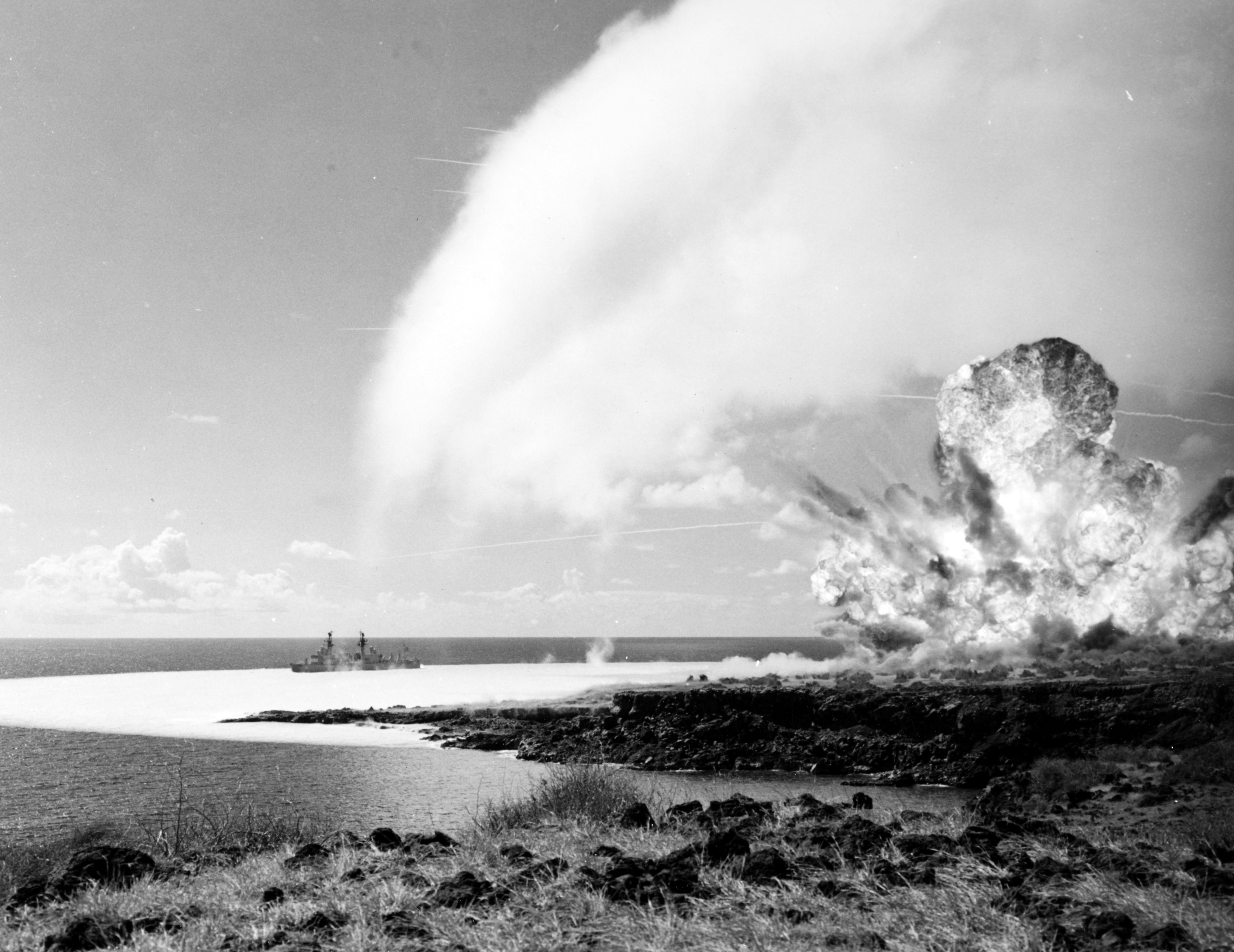
انفجار عبوة ناسفة 500 طن من التي إن تي كجزء من عملية سايلور هات عام 1965. موجة الانفجار الأبيض ظاهرة على سطح الماء وتظهر فوقها سحابة تكاثف.

تم صنع التي إن تي لأول مرة سنة 1863 على يد الكيميائي الألماني يوليوس ويلبراند واستخدم في البداية كدهان أصفر. احتمال استعماله كمادة متفجرة لم تحبذ لسنوات عديدة لأنه كان صعب التفجير وكونه أقل قوة من البدائل. يمكن سكب التي إن تي بسلامة في قشرة قذيفة عندما يكون سائلاً، وكان غير حساس حيث في 1910، استثني من عمل المتفجرات 1875 في المملكة المتحدة ولم يعتبر مادة متفجرة من أجل أغراض التصنيع والتخزين
قامت القوات الألمانية المسلحة بتبنيه كمكمل للقذائف المدفعية في 1902. القذائف المخترقة للدروع المعبأة بالتي إن تي تنفجر بعد اختراقها لدروع السفن الرئيسية البريطانية، في حين كانت القذائف البريطانية المعبأة باللايدايت. تنفجر بعد إصابة الدروع، لذا تستهلك الكثير من طاقتها خارج السفينة. بدأت القوات البريطانية باستبدال اللايدايت بالتي إن تي في عام 1907.
تابعت بحرية الولايات المتحدة تعبئة القذائف المخترقة للدروع بالمتفجر د بعد أن تحولت بعض الدول الأخرى لاستعمال التي إن تي؛ لكنها بدأت تعبئة الألغام البحرية، والقنابل، وعبوات الأعماق، ورؤوس الطربيدات بالعبوات المفجرة من التي إن تي الخام من الدرجة ب بلون السكر البني ومتطلبة عبوة ناسفة دافعة التي إن تي الحبيبي المبلور من الدرجة أ من أجل الانفجار. كانت القذائف عالية الانفجار تعبأ بالتي إن تي من الدرجة أ، الذي أصبح مفضلاً في استعمالات أخرى مثل صارت المساحة الكيميائية الصناعية متاحة لإزالة الزايلين والهيدروكربونات الأخرى من مواد التولوين الأولية وتركات ايزومير النيتروتولوين الأخرى من تفاعلات النترتة.
لايزال التي إن تي مستخدماً بشكل واسع في المجالات العسكرية في الولايات المتحدة، وكذلك شركات الإنشاءات حول العالم. غالبية التي إن تي الذي يستخدمه جيش الولايات المتحدة الأمريكية حالياً  يُصنع من قبل رادفورد لذخائر الجيش بالقرب من رادفورد، فرجينيا.

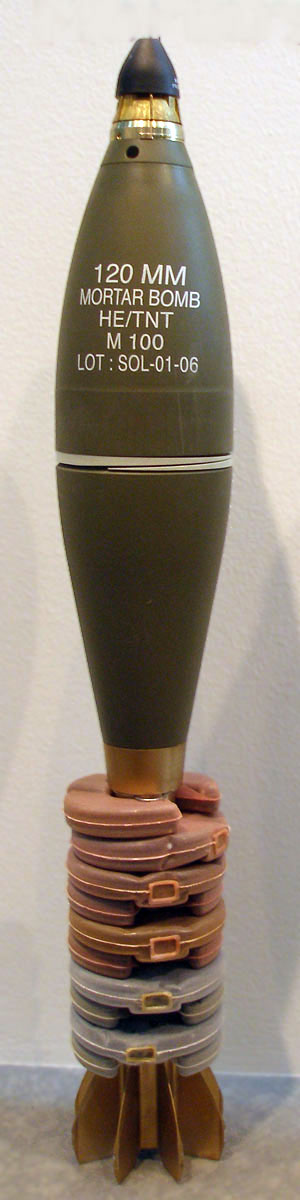
مادة متفجرة عالية 120 مم قذيفة هاون مركبة مع فتيل التقريب. مصنعة في يناير 2006 ومؤشرة للإشارة إلى تعبئتها 100% بالتي إن تي

## الكشف عنه
هنالك طرق متعددة تُستعمَل للكشف عن التي إن تي بما في ذلك الحساسات البصرية والكهروكيميائية والكلاب المتحسسة للمتفجرات. في 2013 استطاع باحثون من المعاهد الهندية للتكنولوجيا باستعمالهم معادن مجموعات الكم النبيلة  الكشف عن التي إن تي في المستوى الشبه زبتو مولاري (10−18 مول/م3).

## السلامة والسمّية
التي إن تي سام، وملامسته للبشرة قد تسبب تهيجها، مسبباً تغير لون البشرة إلى اللون البرتقالي المصفر. خلال الحرب العالمية الأولى، اكتشف عمال الذخائر الذين لامسوا المواد الكيميائية أن لون بشرتهم تغير إلى اللون الأصفر الفاقع؛ مما أعطاهم لقب «فتيات الكناري» أو فقط «الكناري».
الناس المعرضون للتي إن تي يميلون إلى المعاناة من فقر الدم ووظائف الكبد الغير طبيعية. تأثيرات الكبد والدم، وتضخم الطحال والتأثيرات الضارة الأخرى على جهاز المناعة عثر عليها أيضاً في الحيوانات التي تناولت أو تنفست التي إن تي. هناك شواهد تدل على أن التي إن تي يؤثر سلباً على الخصوبة عند الذكور. يُصنَّف التي إن تي كمسرطن محتمل للإنسان، حيث شوهدت التأثيرات السرطانية في التجارب الحيوانية (الفئران)، إلا أن التأثيرات على الإنسان تقدر بلا شيء. استهلاك التي إن تي ينتج البول الأحمر خلال حضور منتجات الانهيار وليس الدم كما يُعتقد أحياناً.
بعض أراضي الاختبارات العسكرية ملوثة بالتي إن تي. المياه العادمة من برامج الذخائر بما فيها تلوث مياه السطح والمياه الجوفية قد تكون وردية اللون بسبب تواجد التي إن تي. مثل هذه التلوثات، المسماة «المياه الوردية»، قد تكون صعبة ومكلفة العلاج.
التي إن تي عرضة لنضوح ثنائي نيترو التولوين وإيرزميرات ثلاثي نيترو التولوين الأخرى. حتى الكميات الضئيلة من مثل هذه الشوائب قد تسبب آثار مماثلة. يظهر الأثر خاصة في القذائف المحتوية على التي إن تي والمخزنة في درجات حرارة عالية، مثلما تكون في الصيف. نضوح الشوائب يقود إلى تكوين المسام والشقوق (التي بدورها تسبب زيادة حساسية الصدمات). نزوح السائل الناضح في خيط الفتيل قد يكون قنوات الحرائق، مما يزيد خطر الانفجارات العرضية؛ تعطل الفتيل قد يحدث بسبب نزوح السوائل داخل تقنياته.

## وصلات خارجية
- الديناميت والتي إن تي في الجدول الدوري للفيديوهات (جامعة نوتنغهام)
- موقع برمجيات مجاني sonicbomb.com يحتوي على مصرف فيديو وصفحات إضافية لنقاش اختبار الأجهزة النووية[وصلة مكسورة] فيديو يظهر الانفجار [نشر في 2005-12-20] : عملية التفوير
- فيديو على يوتيوب يظهر الهزة وغيمة الدخان الأسود من انفجار 160 كيلوغرام من التي إن تي النقي
- فيديو على لايف ليك لتدريب التدمير باستخدام كتل نصف رطل من التي إن تي النقي